# Lista meczów reprezentacji Bułgarii w piłce nożnej mężczyzn w finałach Mistrzostw Europy
Lista meczów reprezentacji Bułgarii w piłce nożnej w finałach Mistrzostw Europy

## Anglia 1996
| Nr | Przeciwnik | Miejsce                    | Data            | Runda           | Wynik     |
| -- | ---------- | -------------------------- | --------------- | --------------- | --------- |
| 1  | Hiszpania  | Leeds Anglia               | 9 czerwca 1996  | I runda grupowa | 1:1 (0:0) |
| 2  | Rumunia    | Newcastle upon Tyne Anglia | 13 czerwca 1996 | I runda grupowa | 1:0 (1:0) |
| 3  | Francja    | Newcastle upon Tyne Anglia | 18 czerwca 1996 | I runda grupowa | 1:3 (0:1) |

## Portugalia 2004
| Nr | Przeciwnik | Miejsce              | Data            | Runda           | Wynik     |
| -- | ---------- | -------------------- | --------------- | --------------- | --------- |
| 4  | Szwecja    | Lizbona Portugalia   | 14 czerwca 2004 | I runda grupowa | 0:5 (0:1) |
| 5  | Dania      | Braga Portugalia     | 18 czerwca 2004 | I runda grupowa | 0:2 (0:1) |
| 6  | Włochy     | Guimarães Portugalia | 22 czerwca 2004 | I runda grupowa | 1:2 (1:0) |

## Bilans
|                 | zwycięstwa | remisy | porażki |
| ogółem          | 1          | 1      | 4       |
| dom             | 0          | 0      | 0       |
| wyjazd          | 0          | 0      | 0       |
| neutralny teren | 1          | 1      | 4       |

|                 | strzelone | stracone |
| ogółem          | 4         | 13       |
| dom             | 0         | 0        |
| wyjazd          | 0         | 0        |
| neutralny teren | 4         | 13       |